# 2월 8일
2월 8일은 그레고리력으로 39번째(윤년일 경우도 39번째) 날에 해당한다.

## 사건
- 421년 - 콘스탄티우스 3세가 호노리우스와 함께 서로마 제국의 공동황제가 되다.
- 1238년 - 몽골 제국이 러시아의 도시 블라디미르를 잿더미로 만들다.
- 1904년 - 일본이 뤼순 항 인근에서 러시아 배에 대한 어뢰 공격으로 러일 전쟁이 시작되다.
- 1919년 - 일본 도쿄에서 유학생 600명이 2.8 독립 선언을 함.
- 1946년 - 조선민주주의인민공화국의 모체인 북조선림시인민위원회 수립되다.
- 1948년 - 북한이 조선인민군 창설을 발표하다.
- 1971년 - 나스닥 시장이 거래를 시작하다.
- 1985년 - 미국에서 2년 3개월의 망명 생활을 마치고 김대중이 귀국하다.
- 1996년 - 미국 통신법 수정안에 반발해 존 페리 바를로가 사이버스페이스 독립선언문 게시.
- 2004년 - 포천 여중생 살인 사건: 경기도 포천시 소흘읍의 배수로에서 실종된지 3개월이 지난 여중생의 시신이 발견되다.
- 2007년 - 9.19 공동성명 이행을 위한 2.13 합의 (초기조치)발표.
- 2008년 - 2008년 북한 주민 북송 사건이 일어났다.
- 2011년 - 판문점 평화의 집에서 남북군사실무회담이 개최, 남북고위급군사회담의 의제와 일정 등을 논의했다.
- 2012년 -
  - 대한민국의 프로배구에서 승부조작이 사실로 확인되면서 선수3명, 브로커 1명이 구속되다.
  - 크리스티나 페르난데스 아르헨티나 대통령이 포클랜드 문제를 UN에 상정하다.
- 2014년 - 일본 도쿄에 45년 만에 폭설이 내려 5명이 사망하고 630명이 부상하였다.

## 문화
- 1927년 - 조선어 연구회가 기관지 <한글>을 창간하다.
- 1969년 - 새마을호 첫 운행.
- 2008년 - 대한민국 남자 테니스 국가대표팀의 이형택 선수가 독일에서 벌어진 데이비스컵 월드그룹 첫경기에서 승리했다.
- 2009년 - 제51회 그래미상에서 로버트 플랜트와 앨리슨 크라우스가 “올해의 앨범상” 등 5개 부문을 수상했다.
- 2014년 - 서울특별시 마포구 아현동에 있는 아현고가도로에서 걷기행사가 개최된 후 철거작업이 시작되었다.
- 2015년 - 제57회 그래미상 시상식이 미국 로스앤젤레스 스테이플스 센터에서 열리다.
- 2017년 - 2017년 동계 유니버시아드가 알마티에서 폐막하였다.

## 탄생
- 1329년 - 고려의 문신, 외교관 문익점(文益漸). (~1398년)
- 1700년 - 스위스의 수학자 다니엘 베르누이. (~1782년)
- 1702년 - 조선의 실학자, 철학자이자 소설가 신후담. (~1761년)
- 1728년 - 조선의 문신 김종수. (~1799년)
- 1805년 - 프랑스의 사회주의자 루이 오귀스트 블랑키. (~1881년)
- 1819년 - 영국의 예술비평가 존 러스킨. (~1900년)
- 1820년 - 미국의 군인 윌리엄 테쿰세 셔먼. (~1891년)
- 1828년 - 프랑스의 작가 쥘 베른. (~1905년)
- 1834년 - 러시아의 화학자 드미트리 멘델레예프. (~1907년)
- 1850년 - 미국의 단편소설작가 케이트 쇼팽. (~1904년)
- 1864년 - 대한제국의 정치인 이병무. (~1926년)
- 1905년 - 조선민주주의인민공화국의 정치인 리승엽. (~1956년)
- 1917년 - 대한민국의 정치인 신용남. (~2013년)
- 1921년 - 미국의 배우 라나 터너. (~1995년)
- 1924년
  - 대한민국의 생화학자 이태령. (~2019년)
  - 라오스의 제4대 국가주석 캄타이 시판돈. (~2025년)
- 1925년 - 미국의 배우 잭 레먼. (~2001년)
- 1926년 - 오스트레일리아의 정치인 토니 스트리트. (~2022년)
- 1930년 - 대한민국의 군인 출신 외교관, 정치인 박노영. (~2012년)
- 1931년 - 미국의 배우 제임스 딘. (~1955년)
- 1932년 - 미국의 작곡가 존 윌리엄스.
- 1934년 - 대한민국의 정치인 강기필.
- 1936년 - 대한민국의 정치인 노재봉. (~2024년)
- 1940년 - 대한민국의 방송인 황인용.
- 1941년
  - 대한민국의 배우 강부자.
  - 대한민국의 행정학자 안병만. (~2022년)
- 1942년 - 미국의 가수 겸 작사가 미크 미셸. (~2019년)
- 1944년
  - 영국의 영화배우 로저 로이드팩. (~2014년)
  - 일본의 패션디자이너 야마모토 간사이. (~2020년)
  - 브라질의 사회주의자 세바스티앙 살가두. (~2025년)
- 1947년
  - 대한민국의 지방자치단체장 신중대.
  - 대한민국의 범죄자 김대한. (~2004년)
- 1949년 - 프랑스의 배우 닐스 아레스트뤼프. (~2024년)
- 1951년 - 대한민국의 공무원 이명수.
- 1952년 - 대한민국의 정치인 문성현.
- 1954년
  - 대한민국의 범죄자 지강헌. (~1988년)
  - 일본의 만화가, 애니메이션, 비디오 게임 히로이 오지.
- 1955년 - 미국의 소설가 존 그리샴.
- 1956년 - 대한민국의 가톨릭 성직자 김종수.
- 1958년 - 대한민국의 가수 김현준.
- 1959년 - 불가리아의 레슬링 선수 시메온 슈테레프.
- 1960년
  - 포르투갈의 연극 배우, 영화배우 누노 메로.
  - 필리핀의 제15대 대통령 베니그노 아키노 3세. (~2021년)
- 1961년
  - 대한민국의 성우 문지현.
  - 대한민국의 가수 이정희.
- 1962년
  - 대한민국의 언론인, 정치인 허종식.
  - 영국의 기업인 대니얼 레비.
- 1963년 - 대한민국의 바둑 기사 양재호.
- 1964년 - 대한민국의 정치인 김명연.
- 1966년 - 불가리아의 전 축구 선수, 현 축구 감독 흐리스토 스토이치코프.
- 1967년 - 대한민국의 배우 김성령.
- 1970년
  - 대한민국의 성우 박선영.
  - 미국의 전 농구 선수 알론조 모닝.
- 1971년
  - 대한민국의 배우 임승대.
  - 대한민국의 배우 정선경.
  - 대한민국의 성우 원호섭.
  - 대한민국의 가수, 뮤지컬 배우 김재희.
  - 대한민국의 배우 김나윤.
- 1972년
  - 미국의 프로레슬링 선수 빅 쇼.
  - 대한민국의 희극인 윤정수.
  - 대한민국의 싱어송라이터, 프로듀서 정지찬.
- 1974년
  - 대한민국의 전 축구 선수 박재현.
  - 에콰도르의 축구 선수 울리세스 데 라 크루스.
  - 프랑스의 전자 음악가 기마누엘 드 오멩크리스토 (다프트 펑크).
- 1976년 - 대한민국의 야구 선수 이호준.
- 1977년 - 파라과이의 전 축구 선수 다니엘 사나브리아.
- 1979년
  - 대한민국의 가수 MC 스나이퍼.
  - 대한민국의 음악가 킵루츠.
  - 대한민국의 배우 오승은.
- 1980년
  - 대한민국의 배우 이재은.
  - 대한민국의 성우 김상백.
  - 대한민국의 뮤지컬 배우 임샛별.
  - 중화인민공화국의 체조 선수 양웨이.
- 1981년 - 프랑스의 프로게이머, 포커 플레이어 베르트랑 그로스펠리에.
- 1982년
  - 러시아의 스피드 스케이팅 선수 이반 스코브레프.
  - 대한민국의 배우 김시온.
- 1983년
  - 대한민국의 야구 선수 고효준.
  - 대한민국의 배우 지주연.
  - 대한민국의 배우 김기정.
  - 대한민국의 전 축구 선수 최성국.
  - 대한민국의 모델 예학영. (~2022년)
- 1984년
  - 대한민국의 야구 선수 고영민.
  - 대한민국의 뮤지컬 배우 문태유.
- 1985년
  - 대한민국의 성우 및 방송인 서유리.
  - 대한민국의 가수 민우. (~2018년)
  - 일본의 배우 마쓰시타 나오.
  - 도미니카공화국의 야구 선수 펠릭스 피에.
- 1986년 - 대한민국의 작곡가 황규현.
- 1987년
  - 대한민국의 축구 선수 최철순 (전북 현대 모터스).
  - 대한민국의 야구 선수 구본범.
  - 이탈리아의 피겨 스케이팅 선수 카롤리나 코스트너.
  - 대한민국의 희극인 김해준.
- 1988년
  - 일본의 모델 사사키 노조미.
  - 브라질의 축구 선수 헤나투 아우구스투.
  - 미국의 배우 라이언 핑크스턴.
- 1989년
  - 대한민국의 가수 임한별.
  - 대한민국의 축구 선수 김재연.
- 1990년
  - 대한민국의 배우 백진희.
  - 대한민국의 가수 세영 (크로스진).
  - 대한민국의 성우 박성영.
- 1991년
  - 대한민국의 가수 남우현 (인피니트).
  - 튀니지의 축구 선수 와흐비 카즈리.
  - 베네수엘라의 축구 선수 다니엘 페블레스.
- 1992년
  - 대한민국의 축구 선수 김도혁.
  - 대한민국의 축구 선수 윤평국.
  - 잉글랜드의 축구 선수 칼 젱킨슨.
  - 대한민국의 축구 선수 강시훈.
- 1993년
  - 대한민국의 축구 선수 강윤구.
  - 미국의 야구 선수 제임스 네일.
- 1994년
  - 대한민국의 가수 김주나.
  - 홍콩의 펜싱 선수 콩만와이.
  - 튀르키예의 축구 선수 하칸 찰하노을루.
  - 브라질의 축구 선수 도글라스 코치뉴.
  - 일본의 가수, 배우, 사회자, 작가 타카야마 카즈미. (노기자카46)
  - 캐나다의 싱어송라이터 니키 야노프스키.
- 1995년
  - 대한민국의 가수 송윤형 (iKON).
  - 독일의 축구 선수 요주아 키미히.
  - 대한민국의 야구 선수 이승민.
  - 대한민국의 아나운서, 게임캐스터 최시은.
- 1996년 - 대한민국의 가수 송예린.
- 1997년
  - 미국의 배우 캐스린 뉴턴.
  - 대한민국의 축구 선수 이유현.
- 1998년
  - 대한민국의 배우 노태엽.
  - 일본의 성우 하나이 미하루.
  - 대한민국의 배우 이서.
- 1999년 - 대한민국의 야구 선수 이승호.
- 2000년 - 대한민국의 성우 이우리. (~2024년)
- 2001년
  - 대한민국의 가수 아이엔 (스트레이 키즈).
  - 대한민국의 가수, 배우 김민지.
- 2002년 - 대한민국의 가수 lona.
- 2003년 - 대한민국의 가수 김은빈.
- 2004년 - 일본의 아이돌 오오니시 후가.

## 사망
- 1587년 - 스코틀랜드의 여왕 메리 1세. (1542년~)
- 1725년 - 러시아의 황제 표트르 1세. (1672년~)
- 1849년 - 슬로베니아의 시인 프란체 프레셰렌. (1800년~)
- 1922년 - 일본제국의 군인 가바야마 스케노리. (1837년~)
- 1956년 - 미국의 야구인 코니 맥. (1862년~)
- 1957년 - 헝가리 출신의 미국 수학자 존 폰 노이만. (1903년~)
- 1977년 - 미국의 야구인 보드워크 브라운. (1889년~)
- 2017년
  - 영국의 물리학자 피터 맨스필드. (1933년~)
  - 일본의 가수, 배우, 모델 마쓰노 리나. (1998년~)
- 2019년 - 대한민국의 정치인 장승태. (1922년~)
- 2020년
  - 대한제국 의친왕의 차녀 이해원. (1919년~)
  - 미국의 영화배우 로버트 콘래드. (1935년~)
  - 미국의 영화배우 폴라 켈리. (1942년~)
  - 미국의 영화배우 론 맥라티. (1947년~)
  - 독일의 영화배우 폴커 슈펭글러. (1939년~)
- 2021년 - 프랑스의 영화배우 장클로드 카리에르. (1931년~)
- 2022년
  - 오스트리아의 작가 게르하르트 로스. (1942년~)
  - 프랑스의 생물학자 뤼크 몽타니에. (1932년~)
- 2023년
  - 미국의 영화배우 코디 롱고. (1988년~)
  - 미국의 작곡가 버트 배커랙. (1928년~)
  - 크로아티아의 축구 감독 미로슬라브 블라제비치. (1935년~)
  - 러시아의 정치인 이반 실라예프. (1930년~)
- 2025년
  - 나미비아의 제1대 대통령 샘 누조마. (1929년~)
  - 대한민국의 야구인 주성로. (1952년~)
  - 대한민국의 성우 최병학. (1940년~)
  - 잉글랜드의 피아노연주자 하워드 라일리. (1943년~)

## 기념일
- 프로포즈 데이
- 한국의 설날 - 1997년, 2016년, 2035년, 2054년, 2092년
- 조선인민군 창건일

## 같이 보기
- 전날: 2월 7일 다음날: 2월 9일 - 전달: 1월 8일 다음달: 3월 8일
- 음력: 2월 8일
- 모두 보기